# Logic Studio
Logic Studio — программный комплекс компании Apple для создания и редактирования звуков, музыки и звуковых дорожек видео. Первая версия была показана 12 сентября 2007 года.

## Состав комплекса
- Logic Pro
- Mainstage 2 — для живых выступлений
- Soundtrack Pro 3
- Плагины и треки семплов
- Impulse Response Utility
- Apple Loops Utility
- WaveBurner 1.6
- Compressor 3.5 — сжатие видео и информации